# Gare d’Épernay
Gare d'Épernay – stacja kolejowa w Épernay, w departamencie Marna, w regionie Grand Est, we Francji.
Jest stacją Société nationale des chemins de fer français (SNCF), obsługiwaną przez pociągi TER Champagne-Ardenne.